# ヴェリー・ベスト・オブ・フリートウッド・マック
『ヴェリー・ベスト・オブ・フリートウッド・マック』 (The Very Best of Fleetwood Mac) は2002年に発売になったフリートウッド・マックのコンピレーション・アルバムである。2003年に発売するアルバム『セイ・ユー・ウィル』のプロモートとして発売された。アメリカでは2枚組アルバムとして発売され、イギリスでは1枚組アルバムで発売された。ビルボード200では2002年11月2日付で12位に現れた。42週チャート入りした。RIAAはアルバムに対して2002年11月12日にゴールドを認定し、2003年1月10日にプラチナムを認定した。
アメリカ版は黄金時代（1975年以降）のフリートウッド・マックの曲が収録されている。それまでリリースされていなかった「シルヴァー・スプリングス」と『ザ・ダンス』の「ゴー・インセイン」の演奏、そしてエンハンスドエリアにライブ演奏、インタビュー、音楽ビデオやバンドが新作アルバムを作る場面が含まれている。
イギリス版にはエンハンスドエリアは存在せず、ピーター・グリーン時代のフリートウッド・マックの曲が収録されている。

## イギリス版曲順
1. オウン・ウェイ - "Go Your Own Way" (Lindsey Buckingham)
2. ドント・ストップ - "Don't Stop" (Christine McVie)
3. ドリームス - "Dreams" (Stevie Nicks)
4. リトル・ライズ - "Little Lies" (C. McVie, Eddy Quintela)
5. エヴリホエア - "Everywhere" (C. McVie)
6. アルバトロス (あほうどり) - "Albatross" (Peter Green)
7. ユー・メイク・ラヴィング・ファン - "You Make Loving Fun" (C. McVie)
8. リアノン - "Rhiannon" (Nicks)
9. ブラック・マジック・ウーマン - "Black Magic Woman" (Green)
10. タスク - "Tusk" (Buckingham)
11. セイ・ユー・ラヴ・ミー - "Say You Love Me" (C. McVie)
12. マン・オブ・ザ・ワールド - "Man of the World" (Green)
13. セブン・ワンダーズ - "Seven Wonders" (Sandy Stewart, Nicks)
14. ファミリー・マン - "Family Man" (Buckingham, Richard Dashut)
15. セーラ - "Sara" (Nicks)
16. マンデイ・モーニング - "Monday Morning" (Buckingham)
17. 愛のジプシー - "Gypsy" (Nicks)
18. オーヴァー・マイ・ヘッド - "Over My Head" (C. McVie)
19. ランドスライド - "Landslide" (Nicks)
20. ザ・チェイン - "The Chain" (Buckingham, Mick Fleetwood, C. McVie, John McVie, Nicks)
21. ビッグ・ラヴ - "Big Love (Live, 1997)" (Buckingham)

## アメリカ版曲順

### ディスク1
1. マンデイ・モーニング - "Monday Morning" (Buckingham) – 2:48
2. ドリームス - "Dreams" (Nicks)  – 4:14
3. ユー・メイク・ラヴィング・ファン - "You Make Loving Fun" (C. McVie) – 3:31
4. オウン・ウェイ - "Go Your Own Way" (Buckingham) – 3:38
5. リアノン - "Rhiannon" (Nicks) – 4:09
  - 1976年のシングル版。
6. セイ・ユー・ラヴ・ミー - "Say You Love Me" (C. McVie) – 4:09
7. アイム・ソー・アフレイド - "I'm So Afraid (Live, 1997)" (Buckingham) – 6:00
  - ザ・ダンスのライブ版を編集。
8. シルヴァー・スプリングス - "Silver Springs" (Nicks) – 4:35
  - スタジオ版の編集。
9. オーヴァー・マイ・ヘッド - "Over My Head" (C. McVie) – 3:34
  - 1975年のシングル版。
10. もう帰らない - "Never Going Back Again" (Buckingham) – 2:02
11. セーラ - "Sara" (Nicks) – 6:26
12. ラヴ・イン・ストアー - "Love in Store" (C. McVie, Jim Recor) – 3:23
13. タスク - "Tusk" (Buckingham) – 3:29
14. ランドスライド - "Landslide" (Nicks) – 3:16
15. ソングバード - "Songbird" (C. McVie) – 3:20
16. ビッグ・ラヴ - "Big Love (Live, 1997)" (Buckingham) – 3:39
  - ザ・ダンスに収録
17. 夜ごとの嵐 - "Storms" (Nicks) – 5:28

多くのコンピュータで利用できるマルチメディア部分には、ミュージック・ビデオやインタビュー、ディスコグラフィやこのディスクでしか得られないスペシャル・ウェブサイトへのパスワードなどが入っている。

### ディスク2
1. ザ・チェイン - "The Chain" (Buckingham, Fleetwood, Nicks, C. McVie, J. McVie) – 4:28
2. ドント・ストップ - "Don't Stop" (C. McVie) – 3:11
3. 何が貴女を - "What Makes You Think You're the One" (Buckingham) – 3:30
4. 愛のジプシー - "Gypsy" (Nicks) – 4:23
5. セカンド・ハンド・ニュース - "Second Hand News" (Buckingham)" – 2:43
6. リトル・ライズ - "Little Lies" (C. McVie, Quintela) – 3:38
7. シンク・アバウト・ミー - "Think About Me" (C. McVie) – 2:44
  - 1980年のシングル版。
8. ゴー・インセイン - "Go Insane (Live, 1997)" (Buckingham) – 4:20
  - ザ・ダンスのときに演奏しているがDVD版のみに収録されていた。
9. ゴールド・ダスト・ウーマン - "Gold Dust Woman" (Nicks) – 4:51
10. ホールド・ミー - "Hold Me" (C. McVie, Robbie Patton) – 3:46
11. セブン・ワンダース - "Seven Wonders" (Stewart, Nicks) – 3:38
12. ワールド・ターニング - "World Turning" (Buckingham, C. McVie) – 4:25
13. エブリホエア - "Everywhere" (C. McVie) – 3:43
14. 月世界の娘 - "Sisters of the Moon" (Nicks) – 4:37
  - 1980年のシングル版。
15. ファミリー・マン - "Family Man" (Buckingham, Dashut) – 4:01
16. ユー・フォロー - "As Long As You Follow" (C. McVie) – 4:08*
17. ノー・クエスチョンズ - "No Questions Asked" (Nicks) – 4:40*
18. スカイズ・ザ・リミット - "Skies The Limit" (McVie) – 3:44
19. ペーパー・ドール - "Paper Doll" (Nicks) – 3:56*

- 「ユー・フォロー」と「ノー・クェスチョンズ」 はスタジオ・アルバムの収録曲ではない。最初に登場したのは1988年のアルバムグレイテスト・ヒッツである。
- 「ペーパー・ドール」もスタジオ・アルバム収録曲ではない。初めて収録されたのは1992年のコンピレーション・アルバム、25イヤーズ・ザ・チェインである。